# 日特尼察河
日特尼察河（俄语：Река Житница）或武意加川（日语：／）是萨哈林州斯米尔内赫区的河流，长61公里，流域面积510平方公里，注入波罗奈河。

## 引用
1. ↑  М·Г·瓦西科夫斯基. . 列宁格勒: 气象出版社. 1973 （俄语）.
2. ↑  . Verumwiki.   [2024-01-03]. （原始内容存档于2024-01-03） （俄语）.